# Kamień (Subkarpaten)
Kamień is een dorp in het Poolse woiwodschap Subkarpaten, in het district Rzeszowski. De plaats maakt deel uit van de gemeente Kamień en telt 2700 inwoners.